# Clemens August Heinrich von Korff gen. Schmising
Clemens August Heinrich von Korff gen. Schmising (* 6. November 1749 in Münster; † 1821) war kurkölnischer Rat und Oberhofmarschall des Fürstbischofs von Münster sowie Domherr und Amtsdroste in Cloppenburg.

## Leben

### Herkunft und Familie
Clemens August Heinrich von Korff wurde als Sohn des Franz Otto von Korff gen. Schmising zu Tatenhausen (1719–1785) und seiner Gemahlin Anna Elisabeth Marie Freiin von Droste zu Vischering (1730–1790, Tochter des Maximilian Heidenreich Droste zu Vischering) in der uralten westfälischen Adelsfamilie von Korff geboren. Am 28. Juli 1778 heiratete er in Loburg Elisabeth Bernhardine von Nagel zur Loburg (1755–1809). Aus der Ehe gingen die Kinder Maximilian Frederik Hendrik (Drost in Cloppenburg), Maximilian Franz Xaver (Landrat im Kreis Halle),  Bernhardine (* 1785, ⚭ Wilhelm Freiherr von Imbsen), Rosina (* 1787) und Clemens August Karl (Landrat im Kreis Warendorf und Münster) hervor.

### Wirken
Am 18. April 1775 wurde Clemens August seinem Vater im Drostenamt zu Cloppenburg beigeordnet. Nach dem Tode seines Vaters wurde er am 17. November 1785 zum Drosten des Amtes Cloppenburg bestallt. Er amtierte hier bis 1802. Er war von 1774 bis 1787 Präsident der Hofkammer sowie Oberhofmarschall und Rat des Kölner Kurfürsten, der zugleich auch Fürstbischof von Münster war. Beim Bau des Schlosses Münster oblag Clemens August als Nachfolger des Kammerpräsidenten Caspar Ferdinand Droste zu Füchten († 1774) die finanzielle Oberaufsicht.
Als sein Vater im Jahre 1785 starb, übernahm er die Güter,  die unmittelbar vor dem Konkurs standen. Sein besonderes Verdienst bestand darin, dass durch einen Fideikommiss am 14. Juni 1778 der gesamte Besitz gerettet werden konnte.
Clemens August war Erbe des Schlosses Lette, welches ursprünglich den Herren von Lette gehörte. Er konnte die Baulichkeiten nicht unterhalten, so dass die Substanz immer mehr zerfiel. Die hohen Kauf- bzw. Mietforderungen schreckten Interessenten ab. 1874 sind die Reste der herrschaftlichen Anlage dem Bau einer Eisenbahnlinie zum Opfer gefallen. Am 17. Januar 1816 wurde er durch König Friedrich Wilhelm III. in den preußischen Grafenstand erhoben.
Clemens August war Domherr in Münster, Minden, Osnabrück und Passau.